# Ligne RL1 des FGC
La ligne RL1 est une ligne du réseau des Ferrocarrils de la Generalitat de Catalunya (FGC). Elle relie les gares de Lérida Pyrénées et de Balaguer en passant par la ligne de Lérida Pyrénées à La Pobla de Segur.
La ligne a été mise en service le 13 janvier 2018 après des années de demandes du territoire pour créer une ligne de banlieue sur cette ligne ferroviaire. 

## Liste des gares
| Gare                   | Municipalité          | Correspondances | Services |
| ---------------------- | --------------------- | --------------- | -------- |
| Balaguer               | Balaguer              |                 |          |
| Vallfogona de Balaguer | Valfogona de Balaguer |                 |          |
| Térmens                | Térmens               |                 |          |
| Vilanova de la Barca   | Vilanova de la Barca  |                 |          |
| Alcoletge              | Alcoletge             |                 |          |
| Lérida Pyrénées        | Lérida                |                 |          |